# Bode-Museum
Het Bode-Museum is een museum in Berlijn, gelegen op het Museumsinsel. In oktober 2006 werd het opnieuw geopend na een restauratie die zes jaar in beslag nam. In de zesenzestig zalen van het neobarokke gebouw worden hoofdzakelijk beeldhouwwerken getoond.

## Collectie
Het Bode-museum is gebouwd om plaats te bieden aan de beeldenverzameling die door Wilhelm von Bode was samengesteld. Nog steeds wordt in het Bode-Museum hoofdzakelijk beeldhouwkunst getoond, naast schilderijen uit de collectie van de Gemäldegalerie. Het accent ligt daarbij op Byzantijnse beeldhouwkunst en het West-Romeinse Rijk en op Italiaanse, Franse en Spaanse gotiek en de vroege renaissance.
De gezamenlijke presentatie van beelden, schilderijen en meubels in stijlkamers beantwoordt aan Bodes presentatie-ideaal.
Het muntenkabinet is een van de grootste numismatische collecties ter wereld. Ze start met het begin van de muntslag in de 7e eeuw v. Chr. in Klein-Azië en omvat de hele numismatische geschiedenis tot het heden. Met ongeveer 500 000 items vormt de collectie een uniek archief voor historisch onderzoek.

## Gebouw
Hofarchitect Ernst von Ihne ontwierp het driehoekige gebouw dat tussen 1897 en 1904 werd gebouwd.
Het gebouw vult een driehoekig deel van het Museumsinsel dat ontstond toen de meest noordelijke punt van het Museumsinsel werd afgesneden van de rest door de aanleg van een spoorlijn. Aanvankelijk heette het gebouw "Keizer Frederikmuseum" in nagedachtenis aan de in 1888 gestorven Frederik III; in 1956 werd het vernoemd naar zijn eerste curator Wilhelm von Bode.
Alte Nationalgalerie · 
Altes Museum · 
Bode-Museum · 
James-Simon-Galerie · 
Neues Museum · 
Pergamonmuseum